# Литвиновка (Харьков)
Посёлок Жуковского — исторический район в северной части Харькова в историческом Нагорном и в административном Киевском районе, названный в честь русского учёного-аэродинамика Николая Жуковского.
Граничит со следующими районами города: Лесопарком, Сокольниками-Померками, Шишковкой, Большой Даниловкой, Алешками.

## История
В 1940 году, перед ВОВ, в селе Алешки было 40 дворов. Бывшее село находится на обеих берегах Алёшкиного яра на правом (западном) склоне Очеретянской балки, в месте впадения Алёшкина ручья в реку Очеретянку.
Поред войной, в 1930-х годах, в СССР был построен аэродром Алешки, широко использовавшийся истребительной авиацией РККА и люфтваффе во время Великой Отечественной войны. Именно место расположения данного аэродрома и определило место строительства городка Харьковского авиационного института.
С момента основания в 1930 до 1951 года Харьковский авиационный институт располагался на улице Сумской, в здании Союза горнопромышленников Юга России.
В 1949-50-х годах был построен городок ХАИ с улучшенным аэродромом за Померками, на посёлке, позднее названном именем Жуковского. Были построены главный корпус, моторный корпус, инженерный корпус, факультет ГВФ (переведённый затем в Киев), три общежития.
Решение о строительстве жилого микрорайона неподалёку от НПО «Электроприбор» было продиктовано необходимостью появления жилых домов для его сотрудников. Одним из инициаторов был Главный конструктор предприятия В. Г. Сергеев. В дальнейшем в районе в основном жили сотрудники «Электроприбора», ПО «Коммунар» (расположенного на Шишковке), ИРЭ НАНУ и ХАИ.
Жилищный массив начал строиться в марте 1961 года, хотя первые дома на улицах микрорайона появились ещё в 1958 году.
Посёлок строился вокруг предприятия ОКБ-692, занимавшегося разработкой автоматических систем управления ракетно-космическими комплексами.
В декабре 1961 был построен первый стоквартирный дом в будущем посёлке имени Жуковского, а к концу следующего года — ещё два.
В течение следующих лет строительство продолжилось и в эксплуатацию было сдано ещё несколько зданий.
В 1975 году в посёлке был построен спортивный комплекс. Помимо жилых домов, которых проживало около 15-20 тысяч человек, были построены две школы, пять детских садов и плавательный бассейн, а также проложен троллейбусный маршрут из центра города (№ 2).
К началу 1990-х годов строительство посёлка было завершено.
Около половины района занято многоэтажными домами, а вторая половина — частный сектор. Городской транспорт попадает в посёлок с Белгородского шоссе и с улицы Чкалова через улицу Проскуры.
В 1960-х годах (1963?) к посёлку Жуковского и городу Харькову были присоединены село Алешки, расположенное на склонах Алёшкина яра, и хутор Гусары, расположенный через реку Очеретянку на её восточном берегу напротив Алешков.

## Транспорт
Сообщение посёлка с Харьковом осуществляется маршрутными автобусами.
В посёлок ходит троллейбус № 2 «Проспект Жуковского — Проспект Победы», который был пущен в 1970-х годах специально для доставки рабочих из центра города, а также несколько автобусных маршрутов.
В 2021 году в дальнюю часть посёлка (в район 15-этажки) был пущен аккумуляторный троллейбус № 55. Эксплуатируемая модель троллейбуса PTS-12 позволяет проезжать на аккумуляторах до 20 километров — контактной троллейбусной сети в дальней части посёлка нет по проспекту Жуковского вплоть до его пересечения с ул. Академика Проскуры.

## Социальная сфера
- Жуки (парк) на реке Очеретянке.
- Выставочный комплекс «Космополит» (ул. Академика Проскуры, 1).[3]
- Общежития ХАИ (ул. Чкалова, ул. Академика Проскуры).
- Спорткомплекс ХАИ (ул. Академика Проскуры, 12).
- Бассейн «Волна» (ул. Астрономическая, 7А).[3]
- Стадион «Волна».[3]
- Стадион школы № 16 (ул. Продольная).[3]
- Средняя школа № 16 (ул. Продольная, 5).[3]
- Средняя школа № 37 (ул. Продольная, 3А).[3]
- Школа-интернат № 13.[3]
- Гимназия «Очаг» (ул. Астрономическая, 41).[3]
- Детский сад (ул. Продольная, 6).[3]
- Детский сад (ул. Астрономическая, 35).[3]
- Почтовое отделение 70.[3]

## Промышленность и наука
- Хартрон.
- Электроприбор.
- Харьковский авиационный институт (ХАИ).
- Институт радиофизики и электроники имени Усикова НАНУ.
- Харьковская ювелирная фабрика.
- Жуковская электроподстанция.

## Религия
- Николаевский храм (посёлок Жуковского) УПЦ МП (ул. ул. Астрономическая, 44).[3]
- Серафимовский храм (Харьков) УПЦ МП (ул. Проскуры, 5).[3]